# Senna kuhlmannii
Senna kuhlmannii är en ärtväxtart som beskrevs av Frederico Carlos Hoehne. Senna kuhlmannii ingår i släktet sennor, och familjen ärtväxter. Inga underarter finns listade i Catalogue of Life.